# National Provincial Championship Division 3 2002
La National Provincial Championship Division 3 2002 fue la decimoctava edición de la tercera división del principal torneo de rugby de Nueva Zelanda.

## Sistema de disputa
Los equipos enfrentan a los equipos restantes de su zona en una sola ronda.
Los primeros cuatro puestos clasifican a semifinales para posteriormente disputar la final entre los dos ganadores de las semifinales, el ganador de la final se corona campeón.

## Clasificación
Tabla de posiciones
| Pos. | Equipo            | Encuentros | Encuentros | Encuentros | Encuentros | Tantos | Tantos | Tantos | PB | PB | Puntos |
| Pos. | Equipo            | PJ         | PG         | PE         | PP         | F      | C      | Dif    | BO | BD | Puntos |
| ---- | ----------------- | ---------- | ---------- | ---------- | ---------- | ------ | ------ | ------ | -- | -- | ------ |
| 1.º  | North Otago       | 8          | 8          | 0          | 0          | 351    | 99     | +252   | 7  | 0  | 39     |
| 2.º  | King Country      | 8          | 6          | 0          | 2          | 243    | 149    | +94    | 4  | 1  | 29     |
| 3.º  | Horowhenua-Kapiti | 8          | 6          | 0          | 2          | 203    | 179    | +24    | 5  | 0  | 29     |
| 4.º  | South Canterbury  | 8          | 5          | 0          | 3          | 214    | 168    | +46    | 4  | 0  | 25     |
| 5.º  | Wanganui          | 8          | 3          | 0          | 5          | 203    | 242    | -39    | 4  | 3  | 19     |
| 6.º  | Buller            | 8          | 3          | 0          | 5          | 159    | 231    | -72    | 0  | 1  | 13     |
| 7.º  | Poverty Bay       | 8          | 2          | 0          | 6          | 164    | 237    | -73    | 1  | 2  | 11     |
| 8.º  | Wairarapa Bush    | 8          | 2          | 0          | 6          | 160    | 207    | -47    | 1  | 1  | 10     |
| 9.º  | West Coast        | 8          | 1          | 0          | 7          | 118    | 305    | -187   | 1  | 1  | 6      |

|  | Semifinalistas. |

### Semifinales
| 20 de octubre | Horowhenua-Kapiti | 20 - 18 | King Country Rugby |  |  |

| 20 de octubre | North Otago | 58 - 10 | South Canterbury |  |  |

### Final
| 27 de octubre | North Otago | 43 - 19 | Horowhenua-Kapiti |  |  |

| Bandera de Nueva Zelanda |
| Campeón North Otago      |
| Primer título            |